# Deronectes wewalkai
Deronectes wewalkai är en skalbaggsart som beskrevs av Hans Fery och Javier Fresneda 1988. Deronectes wewalkai ingår i släktet Deronectes och familjen dykare. Inga underarter finns listade i Catalogue of Life.